# ロラ・フローレス

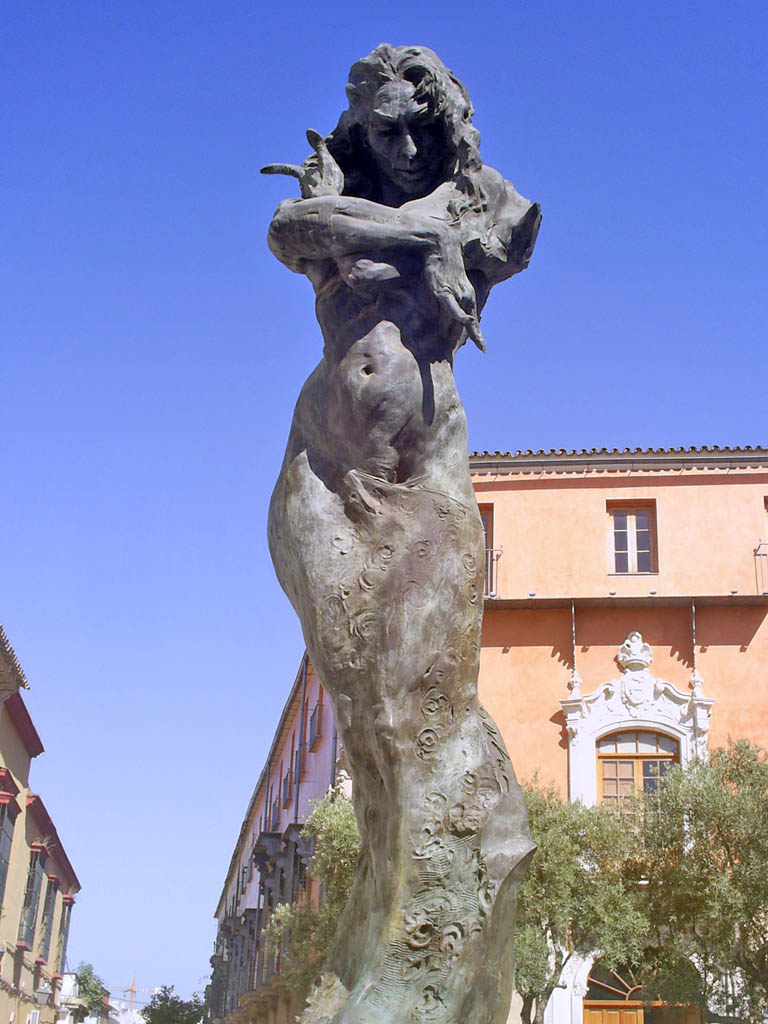
故郷ヘレス・デ・ラ・フロンテーラにある彼女のモニュメント

ロラ・フローレス（Lola Flores、本名、María de los Dolores Flores Ruiz、1923年1月21日 - 1995年5月16日）は、スペイン・ヘレス・デ・ラ・フロンテーラ出身の歌手、ダンサー、俳優。ロマの血を引く。

## 人物
カディス県ヘレス・デ・ラ・フロンテーラに生まれ、ロマ文化の影響を受けて育った。幼いころからアンダルシアのロマ民謡の歌手や踊り子として活躍し、1939年から1987年まで映画にも出演した。マノロ・カラコール (Manolo Caracol)と民謡番組を放送していた頃が最も大きく成功していた時代で、彼とは1951年まで芸術上のパートナーだった。

## 私生活
1958年、ギタリストのアントニオ・ゴンザレス (Antonio González "el Pescaílla")と結婚し、3人の子をもうけた。長女は歌手で俳優のロリータ・フローレス、長男はロック・ミュージシャンで歌手にして俳優のアントニオ・フローレス、次女は俳優で歌手のロサリオ・フローレスである。
1995年、乳癌からの合併症のためアルコベンダスにて死去。72歳没。遺体はマドリードで埋葬された。
彼女の死から少しして、精神状態が不安定だった息子アントニオ・フローレスもヘロインの乱用により34歳で死去し、彼の遺体は母親のそばに埋葬された。
2007年、1931年から1958年までの彼女を描いた伝記映画『Lola, la Película』が制作された。

## ディスコグラフィ

### スタジオ・アルバム
- Canta Lola Flores (1955年)
- ¡Olé! (1957年)
- The Toast of Spain (1959年)
- La fabulosa Lola Flores (1959年)
- Lola Flores y Antonio González (1964年) ※with アントニオ・ゴンザレス
- Lola Flores y Antonio González (1964年) ※with アントニオ・ゴンザレス
- Lola Flores y Antonio González (1966年) ※with アントニオ・ゴンザレス
- La guapa de Cádiz (1966年) ※with アントニオ・ゴンザレス
- Lola Flores y Antonio González (1968年) ※with アントニオ・ゴンザレス
- Lola Flores (1969年)
- Lola Flores (1971年)
- Lola Flores (1972年)
- Lola Flores (1971年)
- Lola Flores (1972年)
- Lola Flores (1973年)
- Lola Flores (1974年)
- Lola Flores (1974年)
- La fabulosa Lola Flores (1975年)
- Diferente Lola (1980年)
- Lola Flores y Antonio González (1980年) ※with アントニオ・ゴンザレス
- Homenaje (1990年)

### EP
- Lola Flores recita poemas de Rafael de León (1967年)